# Reului Mangat
Reului Mangat is een bestuurslaag in het regentschap Pidie Jaya van de provincie Atjeh, Indonesië. Reului Mangat telt 528 inwoners (volkstelling 2010).